# Gillian Flynnová
Gillian Schieber Flynnová (nepřechýleně Flynn; * 24. února 1971, Kansas City, Missouri, Spojené státy americké) je americká spisovatelka, scenáristka a bývalá televizní kritička pro Entertainment Weekly. Vydala romány Ostré předměty, Temné kouty, Zmizelá a v antologii Darebáci povídku A čím se živíte?

## Kariéra
Po absolvování na Northwesternu pracovala na volné noze pro U.S. News & World Report, než v roce 1998 byla najata jako novinářka do Entertainment Weekly. Byla povýšena na televizní kritičku a psala filmové recenze, ale v prosinci 2008 byla propuštěna.

### Knihy
Během práce v Entertainment Weekly také ve svém volném čase začala psát knihy. Napsala tři romány.
- Ostré předměty (v originále Sharp Objects, vydáno v roce 2006) je příběh sériového vraha ve městě Missouri a reportérky, která se vrátila z Chicaga do svého rodného města, aby událost zdokumentovala. Mezi hlavní témata knihy patří nefungující rodiny, násilí a sebepoškozování. Kniha je částečně inspirována románem Mystic River od Dennise Lehana. V roce 2007 kniha získala ceny CWA New Blood a Ian Fleming Steel Daggers. Román byl vydán i jako audiokniha, kterou načetla Lenka Krobotová.

- Temné kouty (v originále Dark Places, vydáno v roce 2009) jsou o ženě, která vyšetřuje, zda její bratr ve vězení byl opravdu zodpovědný za vyvraždění jejich rodiny v osmdesátých letech, které se stalo, když byla dítě v době paniky ohledně zneužívání satanistických rituálů. Kniha byla adaptována do celovečerního filmu, který režíroval a napsal Gilles Paquet-Brenner. I sama Flynnová se ve filmu na krátkou dobu objeví v cameo roli.

- Zmizelá (v originále Gone Girl, vydáno v roce 2012) je o ženě, která zmizela v den pátého výročí své svatby, podezřelým se jeví její manžel. Společnost 20th Century Fox koupila práva na knihu za 1,5 milionu dolarů a Flynnová napsala scénář i k filmové adaptaci této knihy. Film režíroval David Fincher a měl premiéru v říjnu 2014. Kniha se po osm týdnů stala bestsellerem na seznamu New York Times Hardcover Fiction Bestseller. Zmizelá byl vydána i jako audiokniha, v níž účinkují Jana Stryková a Jan Zadražil.

Svůj úspěch v řemesle připisuje patnáctileté novinářské práci. Řekla: „Nemohla bych napsat knihu, kdybych předtím nebyla novinářka. Naučilo mě, že to není múza, kdo sestupuje a přináší vám náladu na psaní. Prostě to musíte udělat. Rozhodně nejsem drahocenná.“
Někteří kritici ji obvinili z misogynie (nenávisti k ženám) díky častému nelichotivému zobrazení ženských postav v jejích knihách. Flynnová sama sebe vidí jako feministku. Cítí, že feminismus dovoluje ženám být špatnými postavami v literatuře. Prohlásila: „jediná věc, která mě opravdu frustruje, je představa, že ženy jsou od přírody dobré a přirozeně pečující.“

### Psaní komiksových knížek
Jako dítě byla vášnivou čtenářkou komiksů. Spolupracovala s ilustrátorem Davem Gibbonsem a napsala komiksovou knihu s názvem Masks.

### Scénáře pro televizi
V únoru 2014 bylo oznámeno, že Flynnová napíše scénáře pro připravovaný dramatický seriál Utopia z produkce HBO, který bude režírovat a produkovat David Fincher.

## Osobní život
V roce 2007 si vzala advokáta Bretta Nolana a mají spolu dvě děti. Seznámili se již na střední škole, ale začali spolu chodit, až když se Flynnová ve svých třiceti letech přestěhovala z New Yorku zpět do Chicaga. Žijí společně v Chicagu.

## Ocenění a nominace
| Rok  | Ocenění                                              | Kategorie                  | Práce             | Výsledek   |
| ---- | ---------------------------------------------------- | -------------------------- | ----------------- | ---------- |
| 2014 | Austin Film Critics Association                      | Nejlepší adaptovaný scénář | Zmizelá           | Vyhrála    |
| 2014 | Chicago Film Critics Association                     | Nejlepší adaptovaný scénář | Zmizelá           | Vyhrála    |
| 2014 | Florida Film Critics Circle Awards                   | Nejlepší adaptovaný scénář | Zmizelá           | Vyhrála    |
| 2014 | Online Film Critics Society Awards                   | Nejlepší adaptovaný scénář | Zmizelá           | Vyhrála    |
| 2014 | Hollywood Film Awards                                | Cena pro scenáristu        | Zmizelá           | Vyhrála    |
| 2014 | Phoenix Film Critics Society Awards                  | Nejlepší adaptovaný scénář | Zmizelá           | Vyhrála    |
| 2014 | San Diego Film Critics Society Awards                | Nejlepší adaptovaný scénář | Zmizelá           | Vyhrála    |
| 2014 | St. Louis Gateway Film Critics Association Awards    | Nejlepší adaptovaný scénář | Zmizelá           | Vyhrála    |
| 2014 | Washington D.C. Area Film Critics Association Awards | Nejlepší adaptovaný scénář | Zmizelá           | Vyhrála    |
| 2014 | San Francisco Film Critics Circle Awards             | Nejlepší adaptovaný scénář | Zmizelá           | Nominována |
| 2015 | Critics' Choice Movie Awards                         | Nejlepší adaptovaný scénář | Zmizelá           | Nominována |
| 2015 | Satellite Award                                      | Nejlepší adaptovaný scénář | Zmizelá           | Nominována |
| 2015 | Zlatý glóbus                                         | Nejlepší scénář            | Zmizelá           | Nominována |
| 2015 | Edgar Award                                          | Nejlepší krátká povídka    | „What Do You Do?“ | Vyhrála    |